# Аспарагінсинтетаза
Аспарагінсинтетаза є головним цитоплазматичним ферментом, який генерує аспарагін з аспартату. Ця реакція амідування аналогічна реакції глутамінсінтетази .  Реакція амідування аналогічна реакції амідування глутамінової СИНТЕТАЗИ. Фермент широко поширений в органах ссавців, але базальна експресія відносно низька в тканинах, відмінних від екзокринної підшлункової залози . Присутність синтетази аспарагина в деяких штамах лейкемії вище середнього рівня пов'язано зі значним фактором, що сприяє стійкості до хіміотерапії, зокрема до препарату хіміотерапії L-аспарагиназа .